# St. Laurentius (Meerhof)

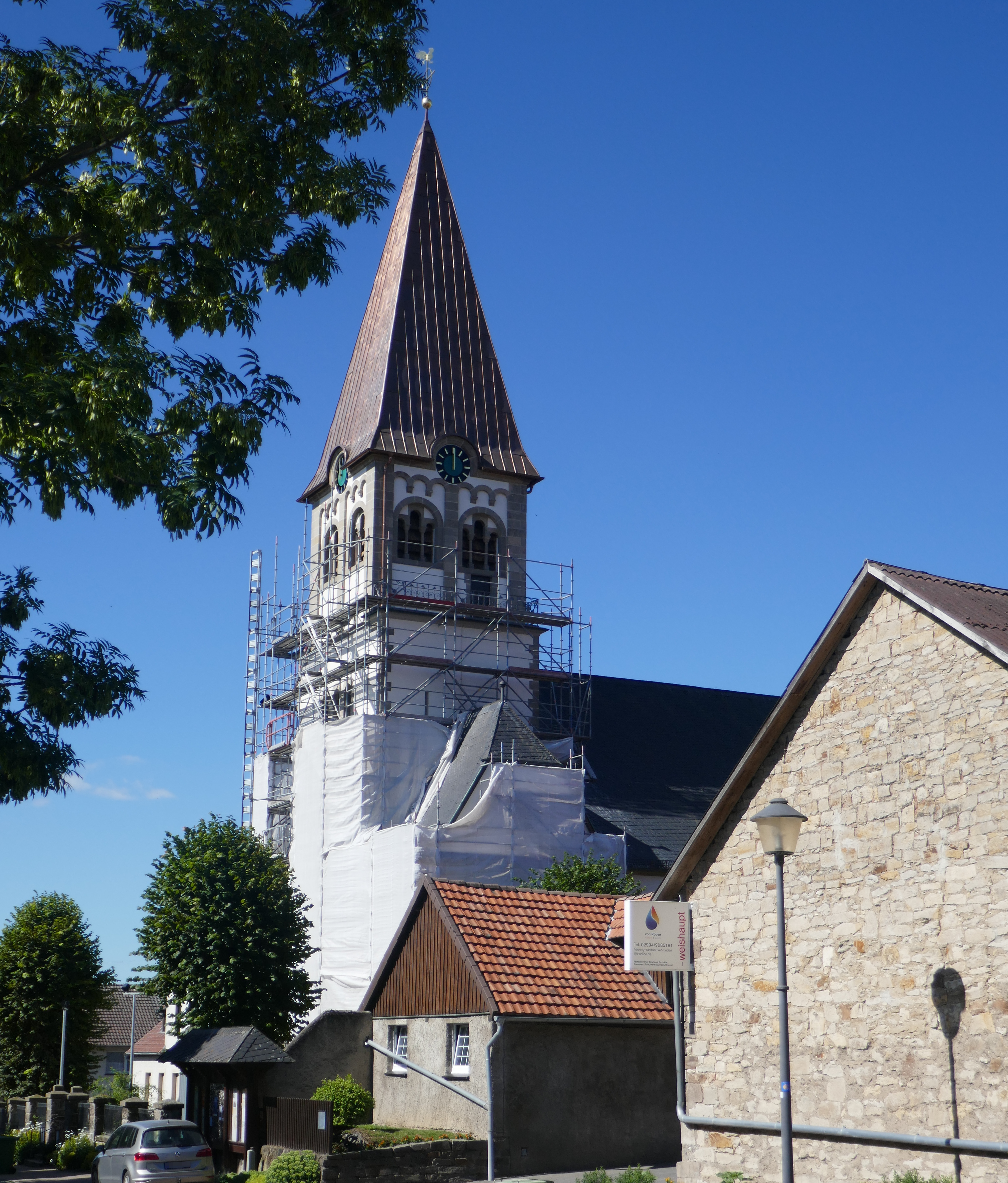
St. Laurentius

Die katholische Pfarrkirche St. Laurentius ist ein denkmalgeschütztes Kirchengebäude  in Meerhof, einem Ortsteil der Stadt Marsberg, im Hochsauerlandkreis (Nordrhein-Westfalen).

## Geschichte und Architektur
Die neuromanische Hallenkirche mit halbrunder Apsis ist nach Westen ausgerichtet, sie wurde 1914 unter der Leitung von Franz Mündelein errichtet. Die Sakristeiräume sind in der Art eines Chorumganges angeordnet. Der reich gegliederte Kirchturm steht mittig im Ostquerbau. Im Inneren ruhen Gratgewölbe auf Rundpfeilern, die Apsis ist 4/8 rippengewölbt.

## Ausstattung
- Die Ausstattung stammt teils aus den Vorgängerkirchen, teils wurde sie für den Bau geschaffen oder ist erworben worden. Seit dem Jahr 2004 sind mehrere Ausstattungsgegenstände ebenfalls in die Denkmalliste übernommen worden.[2]

Im Jahr 2000 wurde die Kirche in die Denkmalliste der Stadt Marsberg eingetragen.
Die Ausstattung stammt teils aus den Vorgängerkirchen, teils ist sie für den Bau geschaffen bzw. erworben worden.
Seit dem Jahr 2004 sind mehrere Ausstattungsgegenstände ebenfalls in die Denkmalliste übernommen worden.
- Drei fein gearbeitete Skulpturen: Am Hauptportal eine Christusdarstellung und im Innenraum eine Figur des Hl. Meinolf und des Hl. Liborius. Sie wurden um 1500 aus Baumberger Sandstein gefertigt.

## Zehntscheune

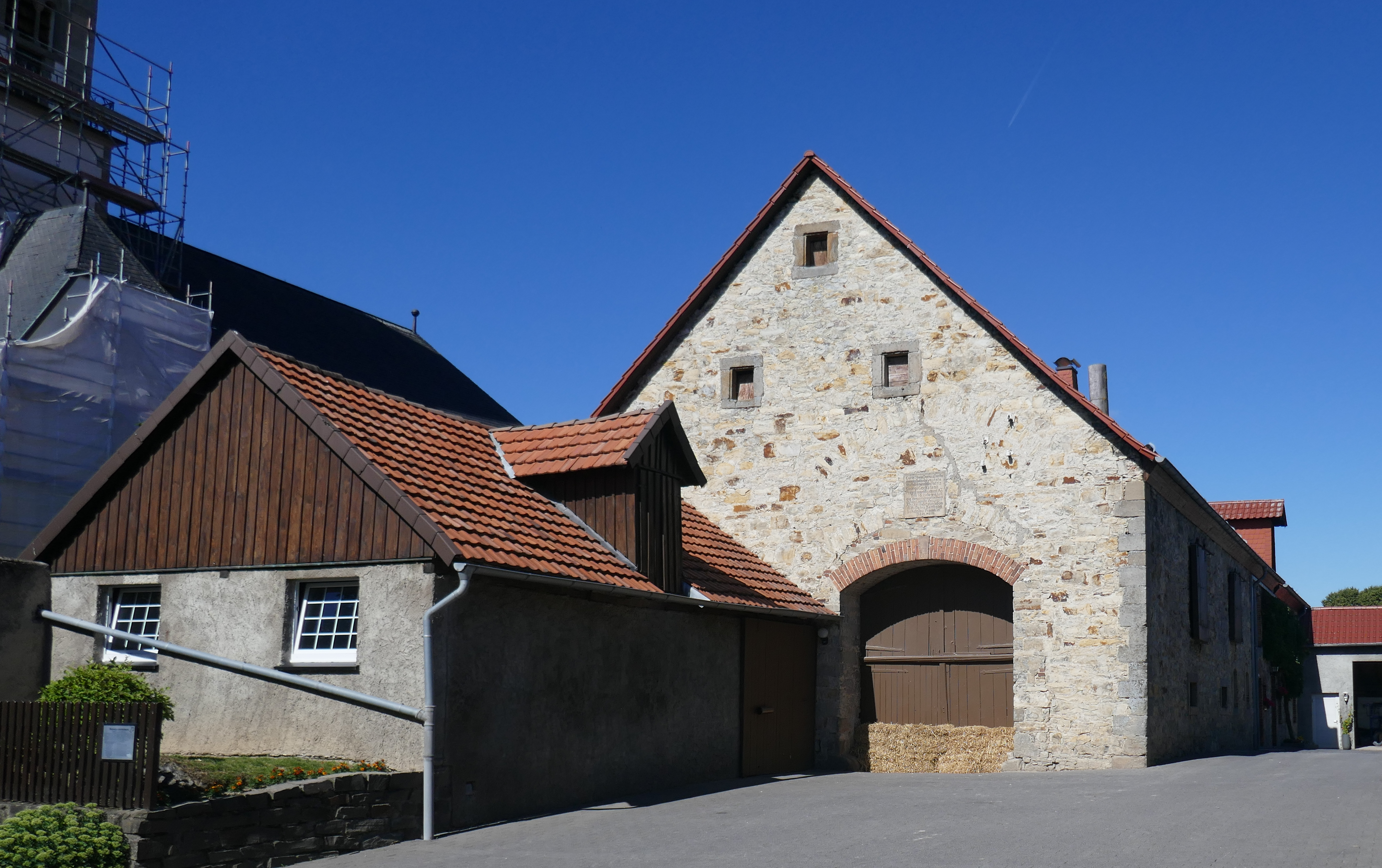
Zehntscheune

Neben der Kirche steht die ehemalige Zehntscheune des Klosters Dalheim. Der giebelständige, längsrechteckige Bau wurde 1721 erbaut. Er wurde mit einem Walmdach gedeckt und ist mit Sandsteinen gegliedert. Der rückwärtige Wohnteil wurde um 1900 angebaut.